# Три товарища
«Три товарища» (нем. Drei Kameraden) — роман Эриха Марии Ремарка, работу над которым он начал в 1932 году. Роман был закончен и опубликован в датском издательстве Gyldendal под названием «Kammerater» в 1936 году. В 1958 году переведён на русский язык.

## Сюжет
Действие происходит в Германии с марта 1928 по март 1929 года. Три товарища — Роберт Локамп (Робби), Отто Кёстер и Готтфрид Ленц содержат небольшую авторемонтную мастерскую. Главный герой, автомеханик Робби, познакомился с очаровательной девушкой Патрицией Хольман. Они — люди разных судеб и из разных слоёв общества — полюбили друг друга.
В романе показывается развитие их любви на фоне кризиса Веймарской Германии.

## Проблематика
Роман продолжает тематику «потерянного поколения».
Люди, прошедшие через горнило войны, не могут уйти от призраков прошлого. Военные воспоминания постоянно мучают главного героя. Голодное детство стало причиной болезни его любимой. Но именно военное братство сплотило трёх товарищей: Роберта Локампа, Отто Кёстера и Готтфрида Ленца. И они готовы на всё ради дружбы. Несмотря на пропитавшую его смерть, роман говорит о жажде жизни.

## Герои

### Главные герои
- Роберт Локамп (Робби) — главный герой романа, ему ровно 30 лет, действие романа начинается в его юбилейный день рождения (1928 год). Возлюбленный Патриции Хольман (Пат). Друг Готфрида Ленца и Отто Кёстера. Участник Первой мировой войны.
- Отто Кёстер — один из главных героев. Также около 30 лет. Во время войны — лётчик, в романе является владельцем автомастерской, в которой работают главные герои. Отто — автогонщик-любитель, участвует в гонках на машине «Карл», на которой несколько раз одерживает победу. Увлекается боксом.
- Готтфрид Ленц — один из главных героев романа. Ровесник Отто и Роберта, их товарищ по фронту. Служил в армии, много путешествовал по миру, свидетельством чему является его квартира с фотографиями различных мест, чемодан, обклеенный всевозможными открытками, марками и прочим. Работает в автомастерской вместе с Кёстером и Локампом. Очень лёгкий, позитивный человек, «душа» компании. Внешне выделяется в толпе соломенной копной волос. Друзья называют его последним, «бумажным» романтиком.
- Патриция Хольман (Пат) — возлюбленная главного героя. История этой любви и составляет основу сюжета произведения.

### Другие герои
- Альфонс — владелец питейного заведения, хороший друг Ленца. Любит драться и обожает композиции в хоровом исполнении.
- Валентин Гаузер — боевой товарищ Роберта. Тяжело пережил войну из-за желания выжить на ней. После возвращения с фронта радуется каждой минуте жизни и пропивает своё наследство.
- Фред — бармен, владелец одноимённого бара, завсегдатаями которого являются Роберт и Валентин.
- Профессор Жаффе — лечащий врач Патриции.
- Матильда Штосс — уборщица автомастерской, любит выпить.
- Роза  — местная проститутка, у которой есть маленькая дочка. Роза была вынуждена отдать её в приют, но продолжает заботиться о ней и вязать ей вещи.
- супруги Хассе — семейная пара, которая постоянно ссорится из-за безденежья — скорее из-за нервной обстановки и страха г-на Хассе потерять работу в условиях массовой безработицы.
- Фердинанд Грау — художник, хорошо зарабатывает на портретах умерших с фотографий. Любит философствовать.
- фрау Залевски — владелица пансиона, где живёт Роберт Локамп. Считает Роберта «позолоченной водочной бутылкой» из-за его пристрастия к алкоголю.
- Юпп — мальчик-подмастерье автомастерской. Обладает большими ушами и мечтает стать гонщиком.
- Густав — водитель такси, новый друг Роберта. Бывший санитарный ефрейтор, живёт припеваючи. Их дружба началась с драки.
- Эрна Берниг — девушка-секретарша, находящаяся на содержании у своего начальника по работе, его любовница. Живёт в пансионе фрау Залевски.
- Георг «Джорджи» Блок — бедный студент.
- граф Орлов — ротмистр, русский эмигрант, «кёльнер, статист на киностудии, жиголо с поседевшими висками. Великолепный гитарист». Мечтает занять должность администратора в каком-нибудь отеле средней руки. «Напившись, пускал слезу».
- Фрида — служанка фрау Залевски. Обладает весьма склочным характером. Испытывает взаимное чувство сильнейшей антипатии к Роберту.

В романе также упоминаются герои книги «На западном фронте без перемен» — такие, как Станислав Катчинский, Мюллер, Леер, Франц Кеммерих.

## Постановки и экранизации
- 1938 — фильм «Three Comrades» («Три товарища») — фильм режиссёра Френка Борзейги (США)[5].
- 1984 — спектакль, постановка Юрия Смирнова-Несвицкого. Театр «Суббота». Вторая редакция 2006 г.
- 1991 — радиопостановка «Три товарища» — режиссёр Эмиль Верник.
- 1998 — фильм «Цветы от победителей» — действие перенесено в 1990-е годы в Россию. Режиссёр Александр Сурин.
- 1999 — спектакль, постановка Галины Волчек. Театр «Современник»[6].
- 2012 — мини-сериал «Три товарища» — фильм режиссёра Тиграна Кеосаяна. Основа взята из романа, но сюжет существенно изменён.